# UTC+9:30
| Ora standard (tot anul) Ora standard (iarna din emisfera nordică) Ora standard (iarna din emisfera sudică) | Regiune maritimă în acest fus orar Ora de vară (vara din emisfera nordică) Ora de vară (vara din emisfera sudică) |

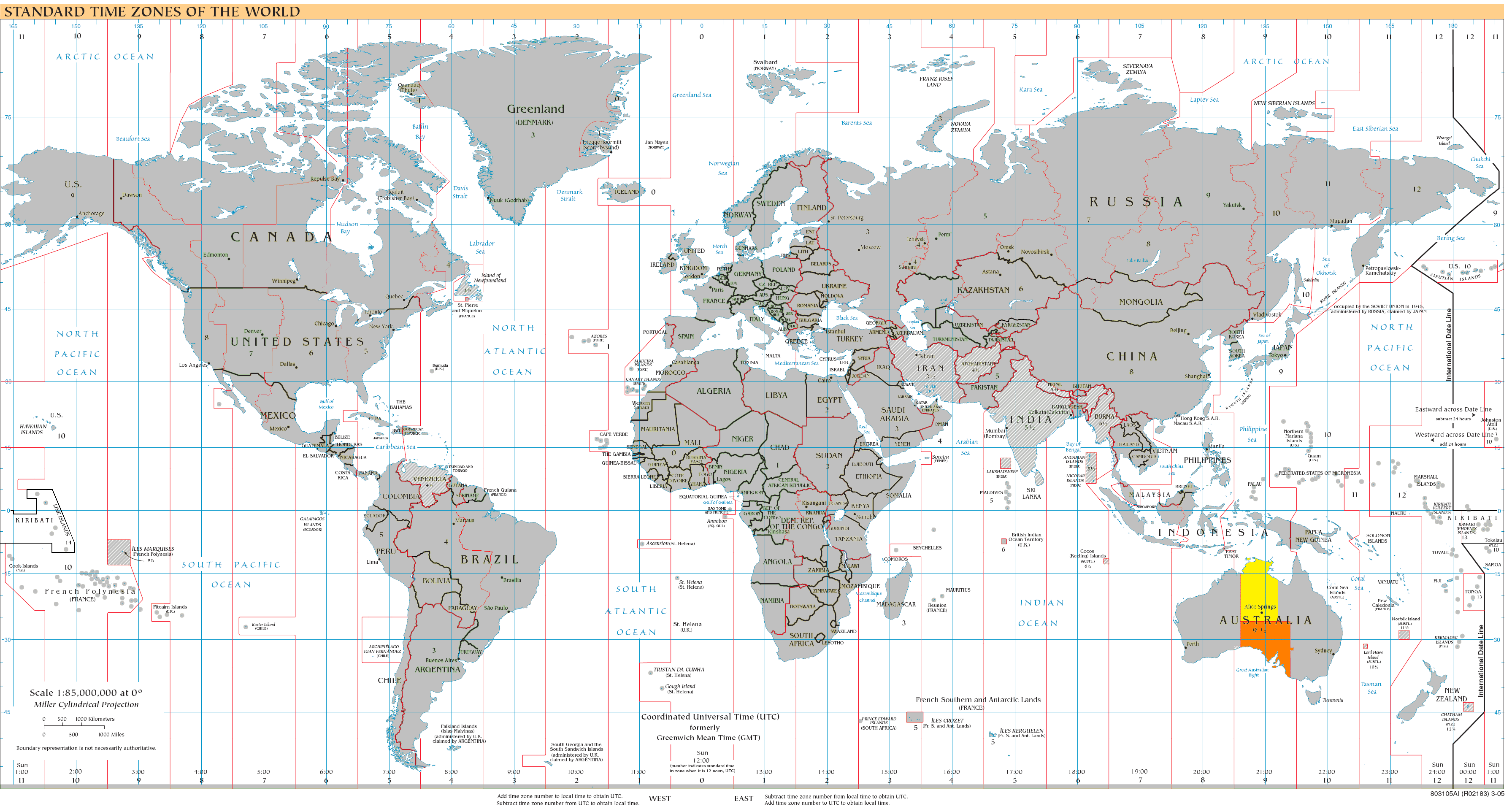
Utilizarea fusului orar UTC+9:30:

UTC+9:30 este un fus orar aflat cu 9 ore și 30 minute înainte UTC. UTC+9:30 este folosit în următoarele țări și teritorii:

## Ora standard (tot anul)
UTC+8
     UTC+9:30
     UTC+9:30 / ora de vară: UTC+10:30
     UTC+10
     UTC+10 / ora de vară: UTC+11
- Australia[1]
  -  Teritoriul de Nord

## Ora standard (iarna din emisfera sudică)
- Australia[1] (ACST—Australian Central Standard Time)
  -  Australia de Sud
  -  Noul Wales de Sud (doar Broken Hill)

În vara Australia de Sud și Broken Hill folosesc fusul orar UTC+10:30.